# Billy Hamilton (ur. 1990)
Billy R. Hamilton (ur. 9 września 1990) – amerykański baseballista występujący na pozycji środkowozapolowego w Kansas City Royals.

## Przebieg kariery

### Minor League Baseball
Po ukończeniu szkoły średniej, gdzie grał w koszykówkę, baseball i futbol amerykański, otrzymał propozycję stypendium z Mississippi State University, jednak w czerwcu 2009, po wyborze w drugiej rundzie draftu przez Cincinnati Reds, podpisał kontrakt z organizacją tego klubu. W 2011, grając w Dayton Dragons (poziom Class A), został dwunastym zawodnikiem w historii Minor League Baseball, który osiągnął pułap 100 skradzionych baz w sezonie zasadniczym. W 2012 występując w Bakersfield Blaze (Class A+) i Pensacola Blue Wahoos (poziom Double-A), pobił kolejny rekord niższych lig, należący do Vince'a Colemana, kradnąc 155 baz w sezonie.

### Cincinnati Reds
2 września 2013 został powołany do składu Cincinnati Reds i dzień później zadebiutował w Major League Baseball w meczu przeciwko St. Louis Cardinals jako pinch runner. Po raz pierwszy w wyjściowym składzie wystąpił 18 września 2013 w wyjazdowym spotkaniu z Houston Astros, w którym zaliczył pierwsze uderzenie w MLB (w sumie w meczu zaliczył 3 odbicia na 4 podejścia), zaliczył pierwsze w MLB RBI i skradł cztery bazy. Mecz zakończył się zwycięstwem Reds 6–5 po trzynastu zmianach. Hamilton został pierwszym zawodnikiem od 1920 roku, który skradł cztery bazy w swoim pierwszym występie w pierwszym składzie.
2 września 2014 w meczu przeciwko Baltimore Orioles ustanowił klubowy rekord z 1909 roku, należący do Boba Beschera, kradnąc 55. bazę w debiutanckim sezonie. W 2014 w głosowaniu do nagrody NL Rookie of the Year Award zajął 2. miejsce za Jacobem deGromem z New York Mets. W sezonie 2015 skradł 57 baz i zajął w tej klasyfikacji 2. miejsce za Dee Gordonem z Miami Marlins.

### Kansas City Royals
W listopadzie 2018 został zawodnikiem Kansas City Royals.